# Société tunisienne d'industrie automobile
La Société tunisienne d'industrie automobile ou STIA est une entreprise tunisienne de carrosserie industrielle assemblant des autobus, autocars de tourisme et camions dont les composants de base sont livrés en CKD.

## Histoire
La STIA est fondée le 30 mars 1961. En janvier 1964, le montage de Renault 4 commence. Trois ans plus tard, les premiers véhicules utilitaires sont produits.
En 1972, Citroën conclut un accord sur le montage de 2 et 3 CV. Des véhicules Renault et Peugeot sont également montés,.
En 1987, la production est recentrée : le gouvernement tunisien met fin à la production de voitures particulières et de camionnettes, pour privilégier des véhicules lourds (bus, utilitaires, tracteurs, camions, etc.).
L'État tunisien lance la privatisation de la STIA en 2006. Après de nombreux reports et prolongations de délais de remise des offres de reprise, la STIA, filiale de la Société tunisienne de banque, est privatisée en 2008 et vendue au groupe Mabrouk à travers sa société ICAR qui reprend entièrement les actifs et l'activité de la société en février 2009. Alors que la marque STIA est conservée, la société ICAR investit dans l'outil de production et construit, en 2013, une nouvelle usine pour carrosseries d'autobus et autocars avec des installations modernes (cabines de peinture et découpeurs laser) sur une surface couverte de 27 000 m2 capables de produire annuellement 700 autocars et autobus et 4 000 camions et pick-ups.

## Principaux modèles
Les principaux modèles produits par la STIA depuis sa création sont les suivants :
- Autobus urbains :
  - Fiat 411 Cameri
  - Fiat 418
  - Fiat 428 SEAC-Viberti
- Autocars de ligne :
  - Fiat 320
  - Iveco 370
  - Iveco AP160 châssis (1984)
  - Iveco Eurorider
  - Volvo BM10MA articulé
  - Volvo BM12MA
  - Volvo B7R
  - Irisbus ER26
  - MAN A89
  - Ikarus 289

- Pickups :
  - Mitsubishi L200 (depuis 2005)
  - Peugeot 504 (jusqu'en 1992)
  - Peugeot 404
- Voitures de tourisme :
  - Peugeot 404
  - Peugeot 504
  - Citroën 2 CV
  - Citroën 3 CV
  - Renault 4L